# Jo'el Chason
Jo'el Chason, hebrejsky יואל חסון‎ (* 2. dubna 1973 Tel Aviv), je izraelský politik a poslanec Knesetu za strany Kadima a ha-Tnu'a, od roku 2015 za alianci Sionistický tábor.

## Biografie
Vysokoškolské vzdělání bakalářského typu v oboru vládní a veřejné politiky získal v Interdisciplinary Center ve městě Herzlija. Žije v Tel Avivu, je svobodný. Hovoří hebrejsky a anglicky.

## Politická dráha
V letech 1998–2001 zastával post předsedy mládežnického hnutí Bejtar a v letech 2001-2003 byl předsedou národní rady izraelských mládežnických hnutí. Tehdy byl politicky napojen na stranu Likud, za kterou působil v letech 2004–2005 jako předseda její mládežnické organizace. Byl prezidentem 35. sionistického kongresu.
Poprvé zasedl v izraelském parlamentu po volbách do Knesetu v roce 2006, nyní již za stranu Kadima a svůj mandát za tutéž formaci obhájil i ve volbách v roce 2009.
Ve volebním období 2006–2009 zastával mimo jiné funkci člena výborů pro televizi a rozhlas, pro drogy nebo ekonomické záležitosti. Od roku 2009 působí jako předseda výboru pro kontrolu státu. Ve volebním období 2006–2009 byl předsedou poslaneckého klubu strany Kadima.
Do parlamentu se vrátil ve volbách v roce 2015, nyní za Sionistický tábor (aliance Strany práce a ha-Tnu'a).